# Nenačovice
Nenačovice (en allemand : Nenatschowitz) est une commune du district de Beroun, dans la région de Bohême-Centrale, en République tchèque. Sa population s'élevait à 279 habitants en 2020.

## Géographie
Nenačovice se trouve à 7 km au nord-est de Beroun et à 23 km à l'ouest-sud-ouest de Prague.
La commune est limitée par Chyňava au sud-ouest, à l'ouest et au nord-ouest, par Ptice au nord, par Úhonice et Drahelčice à l'est, et par Chrustenice au sud.

## Histoire
La première mention écrite de la localité date de 1357.